# Liste der Regenten von Wittgenstein

## Haus Battenberg und Wittgenstein

Wappen der Grafen von Battenberg und Wittgenstein

- Werner I. (1170–1215), Graf von Battenberg und Wittgenstein
- Werner II. († 1272), beerbte seinen Vater, trat aber 1221 oder spätestens 1230/31 in den Johanniterorden ein.
- Widekind I. (um 1228–um 1238), folgte seinem Bruder Werner II. als Graf von Battenberg und Wittgenstein.
- Siegfried I. (1238–1283), Sohn Widekinds I., Graf zu Wittgenstein, erbte bald nach 1238 infolge einer Erbteilung die Teilgrafschaft Wittgenstein und begründete das Haus Wittgenstein. Die Grafschaft Wittgenstein entstand als eigenständige Herrschaft mit ihren Zentren Laasphe und Berleburg.
- Widekind III.
- Siegfried II. (1322–1359)
- Werner IV. (1351–?)
- Adelheid (1357–1384), verheiratet mit Salentin von Sayn-Homburg

## Haus Sayn
- Salentin Graf zu Sayn und Sponheim, heiratet Adelheid von Wittgenstein, seit 1361 Graf von Sayn zu Wittgenstein (1354–1391)[1]
- Johann (1384–1427)
- Georg (1427–1469)
- Eberhard (1469–1494)
- Wilhelm I. (1494–1568)
- Ludwig I. (1568–1605), Graf zu Sayn und Wittgenstein

### Linie Sayn-Wittgenstein-Berleburg
- Georg V. (1607–1631)[2]
- Ludwig Casimir (1631–1643)
- Georg Wilhelm (1636–1684)

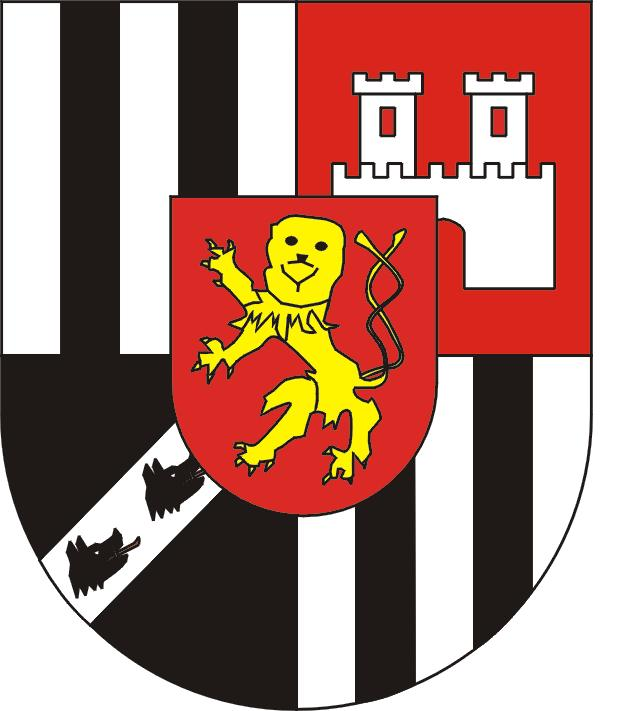
Sayn-Wittgenstein-Berleburg

- Ludwig Franz I. zu Sayn-Wittgenstein-Berleburg (1684–1694)
- Hedwig Sophie (1694–1712)
- Casimir (1712–1741)[3]
- Ludwig Ferdinand (1741–1773)
- Christian Heinrich (1773–1800), 1792 gefürstet
- Albrecht I.(1800–1806)

Ein Ast der Linie Sayn-Wittgenstein-Berleburg, die Grafen zu Sayn-Wittgenstein-Berleburg-Ludwigsburg, begründeten mit Graf Ludwig Franz II. die jüngere Linie der Fürsten zu Sayn-Wittgenstein-Sayn (ab 1834 Fürsten des Königreiches Preußen). 
Siehe auch: → Grafschaft Sayn

### Linie Sayn-Wittgenstein-Wittgenstein bzw. Sayn-Wittgenstein-Hohenstein
- Ludwig II. (1607–1634)[4]
- Johann VIII. (1634–1657)

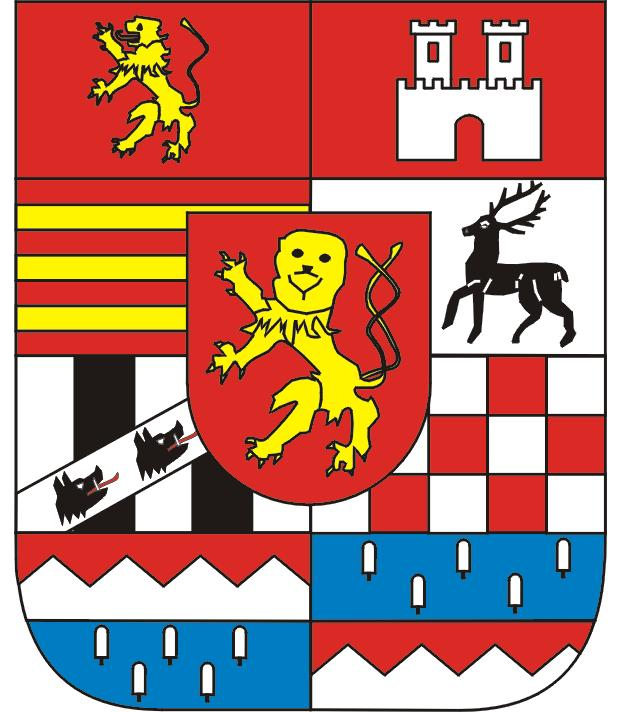
Sayn-Wittgenstein-Hohenstein

- Christian Ludwig (reg. 1657 – 1683 in der Südgrafschaft Wittgenstein)
- Gustav Otto (reg. zuerst ab 1657 in der Grafschaft Hohenstein, dann ab 1583 bis 1698 auch die Südgrafschaft Wittgenstein)
- Henrich Albrecht (1698–1723)
- August David (1723–1735)
- Friedrich I. (1735–1756)
- Johann Ludwig (1740–1796)[5]
- Friedrich II. (1796–1806), 1801 gefürstet
- Wilhelm (seit 1804 Fürst) (1770–1851)

### Ältere LinieSayn-Wittgenstein-Sayn
siehe auch → Grafschaft Sayn
- Wilhelm III. (1607–1623) verheiratet mit Gräfin Anna Elisabeth von Sayn (siehe oben)[6]
- Ernst (1623–1632), verheiratet mit Louise Juliane von Sayn, geb. von Erbach
- Ludwig (1632–1636)
- Ernestine (Schwester Ludwigs), verheiratet mit Salentin Graf von Manderscheid-Blankenheim, Grafen von Sayn-Hachenburg
- Johannette (Schwester Ludwigs), verheiratet in zweiter Ehe mit Herzog Johann Georg von Sachsen-Eisenach, Grafen von Sayn-Altenkirchen

### Jüngere Linie Sayn-Wittgenstein-Sayn (Sayn-Wittgenstein-Berleburg-Ludwigsburg)
- Ludwig Franz II. (1694–1750)[7]
- Christian Ludwig Casimir (1750–1797)
- Ludwig Adolph Peter (1769–1843), gefürstet
- Carolyne (1819–1887), verheiratet mit Nikolaus Fürst zu Sayn-Wittgenstein (1812–1864), Lebensgefährtin Franz Liszts
- Marie (1837–1920), Tochter Carolynes, verheiratet mit Prinz Konstantin zu Hohenlohe-Schillingsfürst